# Liliya Nurutdinova
 Liliya Nurutdinova (Naberejnye Tchelny, 15 de dezembro de 1963) é uma ex-atleta russa, campeã mundial dos 800 metros em Tóquio 1991, representando a extinta União Soviética. Ela também conquistou uma medalha de ouro nos Jogos de Barcelona 1992, representando a Comunidade de Estados Independentes, bandeira pela qual as ex-repúblicas soviéticas recém-independentes competiram naquela Olimpíada, como integrante reserva – correu apenas as eliminatórias e não a final – do revezamento 4x400 m campeão daqueles Jogos. Também em Barcelona ela conquistou uma medalha de prata nos 800 m, a prova de sua especialidade.
Durante o Campeonato Mundial de Atletismo de 1993, disputado em Stuttgart, Alemanha, após chegar em sétimo lugar na final dos 800 m, ela testou positivo para o esteroide anabolizante estanozolol e foi suspensa por quatro anos, abandonando a carreira no atletismo.